# Cirujano

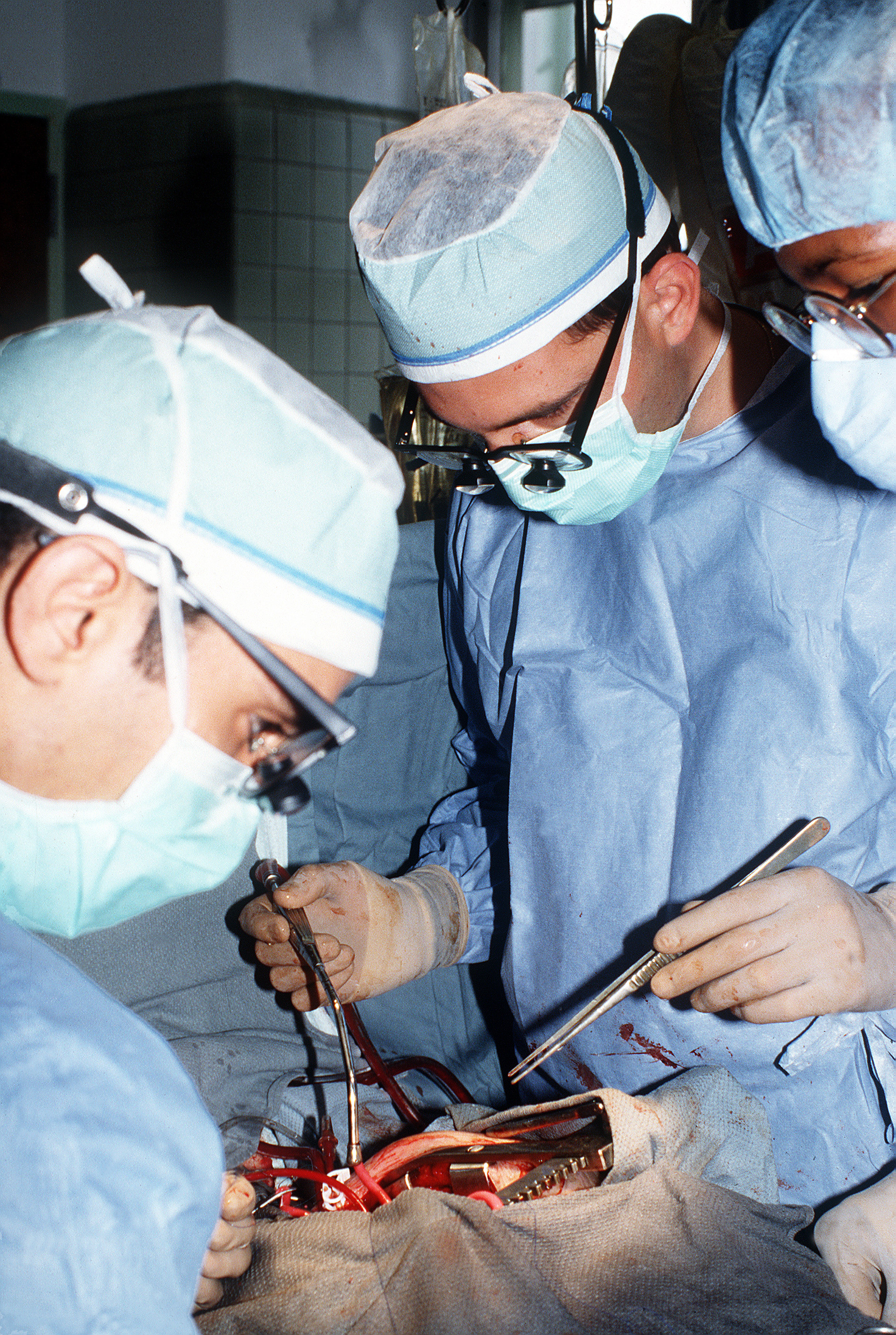
Un cirujano realiza un trasplante de válvula mitral, noviembre de 1990.

Un cirujano (del latín chīrurgiānum, este de chīrurgus, este del griego χειρουργός [kheirourgós] ‘trabajar con las manos’, y este de χεῖρός [kheirós] ‘mano’, y ἔργον [ergon] ‘trabajo’) es todo aquel médico que sea capaz de prevenir, diagnosticar y curar enfermedades ejerciendo la cirugía. El título de médico general se otorga a los profesionales que han completado la carrera de medicina en la mayoría de los países de América Latina. Este título les permite ejercer la medicina sin especializarse en ninguna rama específica.
Algunos países usan el término médico cirujano para referirse al mismo grado, pero esto puede generar confusión con el cirujano general, que es un especialista que ha realizado una residencia de varios años para practicar la cirugía. En los siglos XVI y XVII se decía zurujano.[cita requerida]

## Historia
En el medievo, la medicina era practicada por diversos personajes, uno de los cuales era el barbero-zirujano, que brindaba asistencia médica a los soldados heridos. El barbero-zurujano era, efectivamente, un barbero, pero además ofrecía su asistencia principalmente en las amputaciones.
Existen dos obras que, si bien son novelas históricas, ilustran el desarrollo de la cirugía y la anestesiología en sus primeros tiempos (siglo XIX y principios del XX), llamadas El triunfo de la cirugía y El siglo de la cirugía, de Jürgen Thorwald.
Antes del descubrimiento de la anestesia y la asepsia, la cirugía era un procedimiento traumático y de último recurso, con una tasa de muerte altísima y reservado casi exclusivamente a los procedimientos de amputación. Con el descubrimiento de éstas, a finales del siglo XIX, la cirugía se convirtió en un complicado conocimiento que exigió la calificación profesional en Medicina.

### El cirujano en los tiempos de Cervantes
En los tiempos de Miguel de Cervantes, en el siglo XVI, cuando su padre, Rodrigo de Cervantes (cirujano), se trasladó a Valladolid para "probar fortuna lejos de la murmuración", el oficio de cirujano estaba claramente diferenciado según los estudios realizados. Había cirujanos de academia y cirujanos de cuota. 
Los cirujanos de cuota eran numerosos, por lo que los procuradores en Cortes se pusieron de acuerdo para lanzar una pragmática sobre la orden que se ha de tener en el examen de médicos, cirujanos y boticarios porque está el reino lleno de personas que curan, faltas de letras y de experiencia, en notable perjuicio y daño de sus súbditos y naturales. La competencia era dura y el trabajo estaba demasiado repartido, de manera que este tipo de cirujanos a duras penas si ganaban lo justo para comer. Tenían además que pagar 4 escudos de oro como derecho por ejercer la cirugía. Su sabiduría procedía de la "escuela de la vida".
Solían tomar a su servicio un criado que se ocupaba de acompañarlos en las visitas a los enfermos y llevarles la bolsa de cuero con el instrumental. En esa compañía el cirujano hacía sus rondas de las igualas, siempre a pie porque el uso de caballería les estaba prohibido y reservado para los cirujanos de carrera. Podían bizmar, es decir, aplicar bizmas, una especie de cataplasma; emplastar o poner emplastos, que eran unos medicamentos glutinosos que se extendían sobre una tela y se aplicaban al cuerpo; y también podían hacer cirugía menor.
Los cirujanos de academia habían pasado por la Universidad o por los Estudios Generales y habían alcanzado el grado de licenciado en medicina. Tenían derecho a usar el transporte equino.
En la obra "El coloquio de los perros", Cervantes hace una dura reflexión sobre la gran abundancia de estudiantes de Medicina en la Universidad. En el año 1604 hay un total de 50 000 estudiantes y 2000 son de Medicina.

## ElsigloXIX
Escribía Moratín desde Colonia (Alemania) que, como en España, cirujano y barbero eran un mismo oficio. Richard Ford lo confirmaría años después en sus viajes por España hacia 1830. En villas y pueblos españoles existían los partidos de médico y cirujano, siendo la dotación económica del primero sustancialmente mayor. En ocasiones se buscaba un médico-cirujano que cobraba algo más que el médico. Los emolumentos podían ser en dinero, fanegas de trigo, servicios, exención de cargas municipales, casa u otras.
Los cirujanos además solían cobrar aparte los partos, "las barbas de los que se afeitaban en sus casas" y los "golpes de mano airada", exigiéndoseles en ocasiones que tuvieran algún mancebo para la barba o el sangrado, que también llevaban a cabo.

## Formación
La formación depende del país en donde se viva; sin embargo, como regla general se obtiene primero el título de médico cirujano (o médico general) (6 años y medio o 7 años) y posteriormente se puede realizar una especialidad médico-quirúrgica:
- Oftalmología (3 años)
- Otorrinolaringología y cirugía de cabeza y cuello (3 o 4 años)
- Ginecología y obstetricia (4 años)
- Ortopedia y traumatología (3 o 4 años)
- Urología (4 años)

La otra manera es realizar cirugía general (en algunos centros llamado gastrocirugía,  3 a 4 años más) una vez obtenido el título de médico cirujano, y posteriormente una subespecialidad con componente médico-quirúrgico, como:
- Cirugía Plástica, reconstructiva y estética (4 años)
- Cirugía oral y maxilofacial (4 años): en la mayoría de los países especialidad odontológica
- Cirugía oncológica (4 años)
- Cirugía oncológica de cabeza, cuello y plástica maxilofacial (4 años)
- Cirugía cardiovascular (4 años)
- Cirugía torácica (4 años)
- Cirugía vascular periférica (4 años)
- Neurocirugía (4 años)
- Urología (4 años)
- Cirugía pediátrica
- Cirugía fetal

Y una tercera forma es realizar Medicina Interna (1 a 4 años más) o Pediatría (3 años) una vez obtenido el título de médico cirujano, y posteriormente una subespecialidad con componente médico-quirúrgico, como:
- Cardiología (3 años), y posteriormente cardiología intervencionista (2 años). En total 5 años más.
- Cardiología (3 años), y posteriormente electrofisiología (intervencionista) (2 años). En total 5 años más.
- Dermatología (3 años), y posteriormente cirugía dermatológica (1 año). En total 4 años más.
- Cirugía pediátrica (4 años).

Por lo tanto la formación de un cirujano puede ser de 10 años, como es el caso de cirujano ocular (oftalmólogo), hasta 16 años como cardiocirujano intervencionista (cardiólogo intervencionista).

## Integrantes del equipo quirúrgico

### El equipo operatorio
El equipo operatorio está formado por: cirujano, primer ayudante, segundo ayudante e instrumentador. En situaciones poco complicadas el cirujano trabaja con el instrumentador solamente y en otras más complicadas trabaja hasta con tres ayudantes y dos instrumentadores; existe, por supuesto, toda una gama de situaciones intermedias.
En los casos en que se emplee anestesia inhalatoria y o equipamientos para controles del paciente, como por ejemplo monitoreo cardíaco, respiración asistida, etc., se hace imprescindible un anestesista. Del mismo modo, al realizar cirugías de complejidad se requiere de un ayudante, quien también podría cumplir el rol de instrumentista. En un sentido más amplio, el equipo operatorio también estaría integrado por el enfermero de quirófano (circulante o sucio) y el anestesista. Estos no están vestidos asépticamente, pero deben llevar ambos, gorro o cofia, barbijo y botas. El orden en el que deben ingresar al quirófano es: primero el instrumentador, luego el segundo ayudante, luego el primer ayudante y por último el cirujano.

## Roles de los integrantes del equipo quirúrgico

### El cirujano
Normas de la actuación del cirujano: 
- Debe desarrollar y ejercitar su criterio, lo que permitirá tomar decisiones rápidas y seguras en los momentos necesarios (por ejemplo: situaciones imprevistas o complicaciones que obliguen a variar los pasos de la cirugía).
- Debe trabajar rodeado de las mejores condiciones: buena luz, buen instrumental, lencería suficiente, adecuada anestesia, debiendo haber previsto con anterioridad todos los elementos que utilizaría durante el acto quirúrgico.
- Debe trabajar con orden y minuciosidad.
- No debe realizar una cirugía careciendo del conocimiento de la patología o de la técnica que debe aplicar.
- Debe exigir orden y trabajo sistemático a todo el equipo y señalar los errores a quienes lo asisten, pues es el responsable de su formación y perfeccionamiento.
- Debe tratar de realizar los llamados de atención sin humillar a los componentes del equipo (usar tono severo, pero cordial).
- Debe conocer al detalle el trabajo de todos los integrantes del equipo para poder corregirlos y entender las dificultades que puedan presentárseles.
- Todo el instrumental que utilice debe devolverlo a la instrumentadora. Es de mala técnica dejar el instrumental sobre la mesa de operaciones.
- No debe realizar maniobras ciegas, debe reconocer bien lo que se incide o se diseca; no se deben realizar maniobras incompletas.
- El trabajo del cirujano debe ser minucioso; con los progresos de la anestesia no tienen ya sentido las antiguas maniobras realizadas con la velocidad de un prestidigitador, pero que muchas veces se llevaban por delante un vaso importante o incluían en una ligadura un filete nervioso. Lo recomendable es el trabajo minucioso sin pérdida de tiempo.
- Al pedir instrumental no debe desviar la vista de la herida: es la instrumentadora quien debe ir hacia el cirujano, debiendo solicitarlo en voz alta y clara, presentando la mano de manera que esta pueda entregar lo pedido.
- Es conveniente que el cirujano se haga el tiempo necesario para hacer la crítica o elogio de la acción a cada uno de los componentes de equipo, una vez finalizada la cirugía.

### El primer ayudante
Tiene participación activa, practica el secado de la sangre continuamente, presenta las pinzas hemostáticas para las ligaduras, realiza hemostasia, coloca los separadores, ayudando en acciones para facilitar la acción al cirujano, tratando de simplificar las maniobras del cirujano. El mejor cirujano puede perder efectividad por la colaboración de un mal ayudante. Es la segunda autoridad del equipo.
Normas de actuación del primer ayudante:
- Debe conocer la operación perfectamente y facilitar el trabajo al cirujano, adelantándose a las necesidades de este.
- Trabaja enfrente y algo hacia la derecha del cirujano. Cuando no hay Segundo Ayudante trabaja enfrente del cirujano.
- Es quien suministra el instrumental al Segundo Ayudante.
- No debe extralimitarse realizando maniobras que sólo competen al cirujano.
- Colabora con el cirujano en la colocación de los paños de campo.
- Puede pedir a la instrumentadora lo que necesita en voz alta, pero lo ideal sería que solo hablara el cirujano, utilizando entonces un lenguaje de gestos que está perfectamente reglado y codificado.

### El segundo ayudante

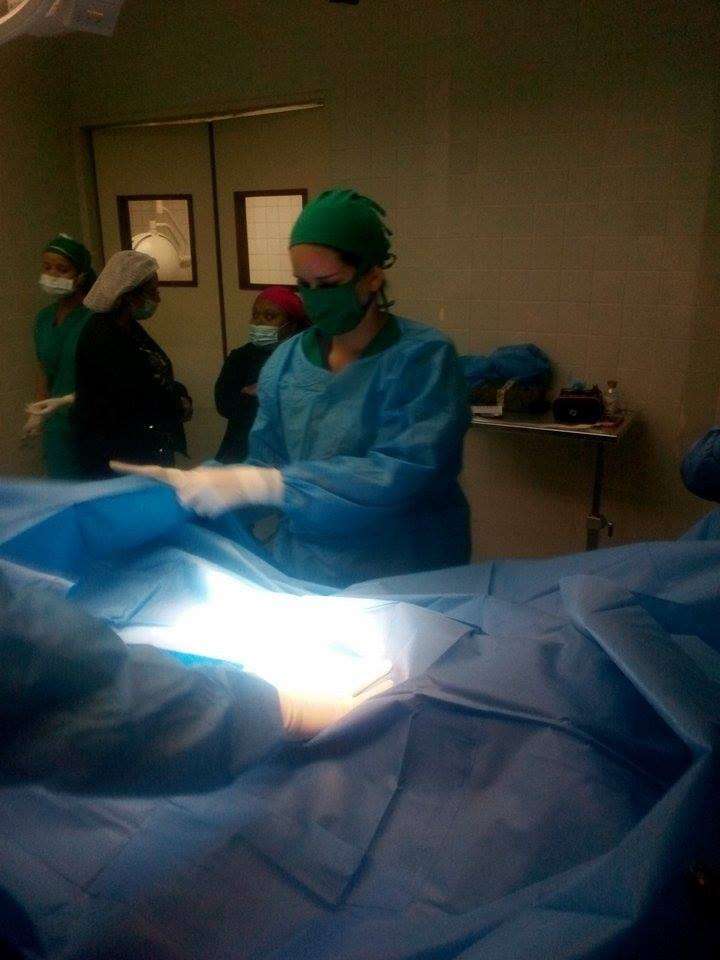
Segundo ayudante preparando los campos para una intervención.

Tiene actividad más estática que dinámica, pero de su acción y eficiencia también depende el resultado de la cirugía. 
Normas de comportamiento del segundo ayudante:
- Su función principal es sostener los separadores (separadores dinámicos).
- Corta las ligaduras cuando el cirujano y el primer ayudante hacen hemostasia en serie.
- No debe hablar en el transcurso de la cirugía.
- Recibe el instrumental del cirujano y el primer ayudante, no debe hacerlo directamente de la instrumentadora.
- Su accionar no debe entorpecer el trabajo del primer ayudante.
- Generalmente trabaja a la derecha del primer ayudante, exceptuando situaciones que requieran un cambio de posición.
- Debe realizar todo lo que le indique el cirujano y el primer ayudante.

### El/la instrumentador/a
Su trabajo, si es correcto y eficiente, da mayor velocidad y orden al trabajo del cirujano, pues debe atender todos los trastornos que se presentan y que no atañen directamente a las maniobras operatorias. De esta manera alivia al cirujano permitiéndole no distraer su atención de la herida. Es el jefe de los enfermeros del quirófano (sucio o circulante), debiendo solucionar todos los problemas que estos le planteen y mandarlos en todo lo que necesite. Su negligencia puede convertirlo en una molestia y no en una ayuda como debería ser. Su acción le permite al cirujano no desviar la vista de la herida y no distraer así su atención de la misma.
Normas de comportamiento del instrumentador:
- Deberá conocer en detalle la cirugía en la que participará para preparar todo lo necesario y prever toda complicación posible.
- Debe tratar, en lo posible, de resolver los problemas que se presentan sin complicar al cirujano.
- Debe ingresar al quirófano antes que el cirujano y el paciente para tener todo listo y preparado antes de la entrada de estos.
- El armado de la mesa debe hacerlo en un orden habitual y sistemático.
- Una vez lista la mesa no se alejará de su puesto, salvo expresa orden del cirujano.
- Al pasar el instrumental deberá ir de su mano a la del cirujano.
- Debe facilitar y acelerar el ritmo de la cirugía.
- Es el miembro del equipo que se encarga de vigilar la asepsia en la intervención, y cualquier infracción en la misma debe ser advertida, escuchada y obedecida por todos los miembros del equipo quirúrgico.
- No se distraerá con hechos extra operarios y hablará solo lo indispensable.
- Debe pasar el instrumental de manera que el cirujano sienta que lo tiene en su mano (recordar que el cirujano no la mira, sino que sólo tiende la mano para recibir lo pedido).
- Seguirá la cirugía atentamente, adelantándose a las necesidades del cirujano o ayudantes.
- Todo el material devuelto a la mesa debe ser limpiado con una gasa antes de colocarlo en su lugar.
- Mantendrá la mesa lo más ordenada y limpia posible, para que al final de la cirugía esté igual que al principio.
- Terminada la operación colaborará en el vendaje de la herida quirúrgica asistida por el enfermero del quirófano; supervisará o lavará el instrumental ayudada por el circulante y chequearán que el quirófano y la caja de instrumental queden en orden.

### Enfermero del quirófano o circulante
Se encuentra bajo las órdenes directas del/la instrumentador/a. 
Normas de comportamiento:
- Debe preparar el quirófano para la cirugía a realizar: Instrumental, guantes y vestimenta estéril, suturas, gasa, una bandeja con antiséptico, una bandeja para retirar la pieza proveniente de la cirugía (si esta lo requiere).
- Preparará el frontoluz, el aspirador, el instrumental especial, etc. Antes de la operación debe realizar el control de todo el equipo eléctrico para asegurarse su funcionamiento.
- Ayudará al anestesista en la tranquilización del paciente.
- Realizará, en la sala de preparación del paciente (prequirófano), todos los pasos previos que correspondan a la antisepsia del campo operatorio (tricotomía y lavado).
- Ayudará al  instrumentador a vestirse asépticamente y luego en todo lo que esta necesita para la preparación de la mesa.
- Estará atento durante toda la cirugía (que por supuesto debe conocer y seguir atentamente) a cualquier situación imprevista que se presente al instrumentador o al cirujano.
- Cuidará de no contaminar lo que deba manipular, si esto sucede debe avisar para evitar una complicación postquirúrgica. Su acción correcta y eficiente es también necesaria para el buen desarrollo de la intervención y el posterior buen resultado.
- Una vez finalizada la cirugía, debe limpiar bien la zona de la herida y colaborar con el instrumentador en el vendaje de la misma.
- Ayudará al instrumentador en el lavado y secado del instrumental.
- También debe realizar la nota de todo el procedimiento quirúrgico.
- Y sacar (entregar) a su paciente al servicio correspondiente.

### Anestesista
Es el responsable de la anestesia del paciente. No debe estar vestido en forma aséptica.
Normas de comportamiento:
- Realiza la canalización del paciente.
- Interviene en la preparación del campo operatorio.
- Da la orden para el comienzo de la cirugía.
- Ayuda a la sujeción del paciente en la mesa operatoria, tratando de que el mismo tenga la mejor posición.
- Debe monitorear permanentemente al paciente y llevar una planilla anestésica donde figurarán la evolución intraoperatoria de todos los parámetros vitales.
- NO se debe retirar de la mesa anestésica mientras dure la intervención.
- Finalizada la cirugía debe seguir monitoreando al paciente hasta que logre una completa recuperación.
- Debe realizar un informe mencionando si hubo alteraciones pre, intra o postoperatorias de los parámetros normales.

## Cirujanos notables
- Christiaan Barnard - cirugía cardiovascular; primer trasplante de corazón.
- René Favaloro - cirugía cardiovascular; primer by-pass aorto-coronario.
- Ben Carson - neurocirugía; primera hemisferectomía exitosa y primer procedimiento intra-uterino para aliviar la presión sobre el cerebro en una hidrocefalia fetal. Además de ser el primer médico en operar un feto dentro del útero, es considerado el mejor neurocirujano del mundo.
- Sir Victor Horsley - neurocirugía.
- Lars Leksell - neurocirugía; inventor de la radiocirugía.
- Joseph Lister - sepsis quirúrgica. En su honor se llaman la bacteria Listeria monocytogenes y el Listerine.